# 世界文学会
世界文学会（せかいぶんがくかい、英語: Society Of World Literature Japan）は、日本の学術研究団体の一つ。

## 概要
1949年12月設立。学術研究団体としての種別は単独学会。
言語・文学を学術研究領域としている。

## 沿革
- 1949年 - 世界文学会設立。

## 刊行物

### 世界文学
- 誌名（和文）：世界文学
- 誌名（欧文）：World literature
- 創刊年：1949
- 資料種別：ジャーナル（査読付き論文を含む）
- 使用言語：日本語のみ
- 発行形態：印刷体
- 著作権帰属先：著者
- クリエイティブコモンズ：定めていない
- 購読：-